# 俞道生
俞道生（1544年—？），原名薛道生，後復姓俞，字士立，直隸蘇州府吳縣民籍，太倉州人，明朝政治人物。

## 生平
嘉靖四十三年（1564年）甲子科應天鄉試第十八名舉人，萬曆二年（1574年）中式甲戌科會試第一百七十一名，二甲第十三名進士。歷官福建按察司僉事，十八年（1590年）八月升廣東左參議。

## 家族
曾祖薛槐；祖父薛輅；父薛里。母羅氏。具慶下。子俞琬綸，萬曆癸丑進士，官西安知縣。